# Ospizio Marino Padre Ludovico da Casoria

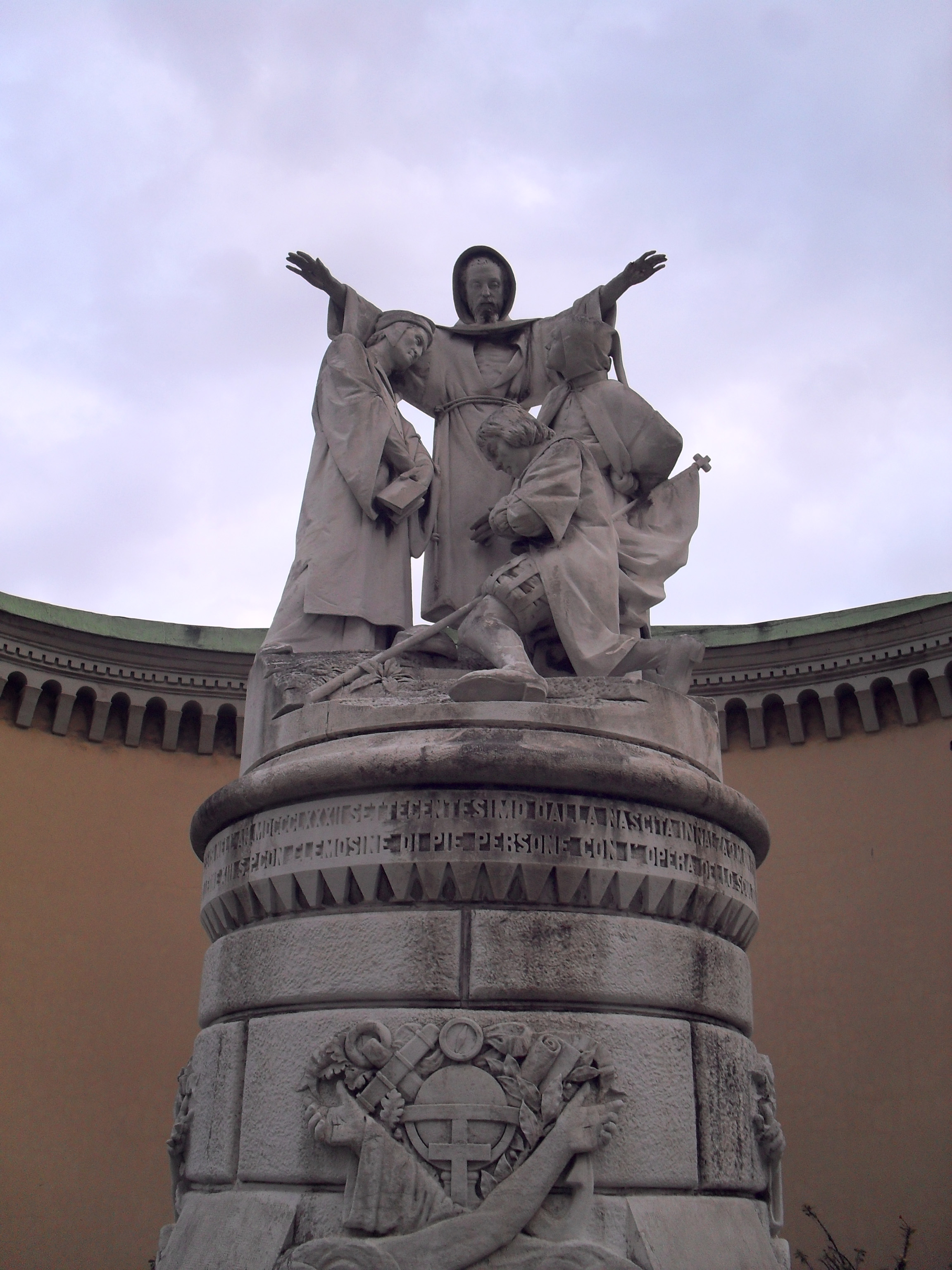
Pseudo obelisco di san Francesco

L'ospizio Marino Padre Ludovico da Casoria è una delle strutture storico-religiose di Napoli; sorge in via Posillipo 24.
L'edificio è stato eretto sul suolo dove, nel XVII secolo, era il palazzo del Castellano: venne costruito nel 1875 ad opera dei frati bigi della Carità. Oggi, le strutture in questione, precisamente dal 1971, sono affidate alle suore francescane.
La struttura fu particolarmente voluta da padre Ludovico da Casoria. Il fabbricato, come già accennato, rappresenta una rilevante testimonianza storica, religiosa e artistica. Al suo interno sono custodite due chiese, il sarcofago di padre Ludovico ed altre opere artistiche di pregio: in particolare, è da ricordare l'ambiente che mostra la raffigurazione della via crucis composta completamente da vivaci maioliche.
All'ingresso della struttura, fa invece bella mostra lo pseudo obelisco scultoreo di san Francesco che in atto benedicente impone le mani su tre famosi terziari: da sinistra a destra Dante, Cristoforo Colombo e Giotto. Il monumento fu voluto da padre Ludovico e scolpito da Stanislao Lista nel 1882 per il settecentesimo anniversario della nascita del santo d'Assisi.
Il complesso era solito accogliere soprattutto la gente di mare, prevalentemente pescatori. La struttura mostra interessanti aspetti anche da un punto di vista strutturale e paesaggistico; difatti, due dei tre piani totali del complesso, risultano parzialmente inerpicati al di sotto di via Posillipo e confinano con una spiaggia amena protetta da una scogliera. Anche alcune rampe della struttura risultano fatte di maioliche, come ad esempio la scalinata che dalla portineria conduce all'ospizio vero e proprio.
Il fabbricato, nel 1985, era in una situazione precaria, alcuni ambienti risultavano infatti provati dall'incuria e dal tempo; mentre oggi risulta nei circuiti turistici del quartiere. In anni più recenti, dalla squadra speleologa napoletana, sono stati scoperti alcuni ambienti posti proprio al di sotto di via Posillipo; questi spazi, ricavati nella cruda roccia, sono tutt'oggi oggetto di studi. Essi risultano essere legati in qualche modo anche ai palazzi circostanti.